# Charles Buisine-Rigot
Charles Buisine-Rigot (1820-1893) fue un ebanista y escultor sobre madera francés, originario de Lille.

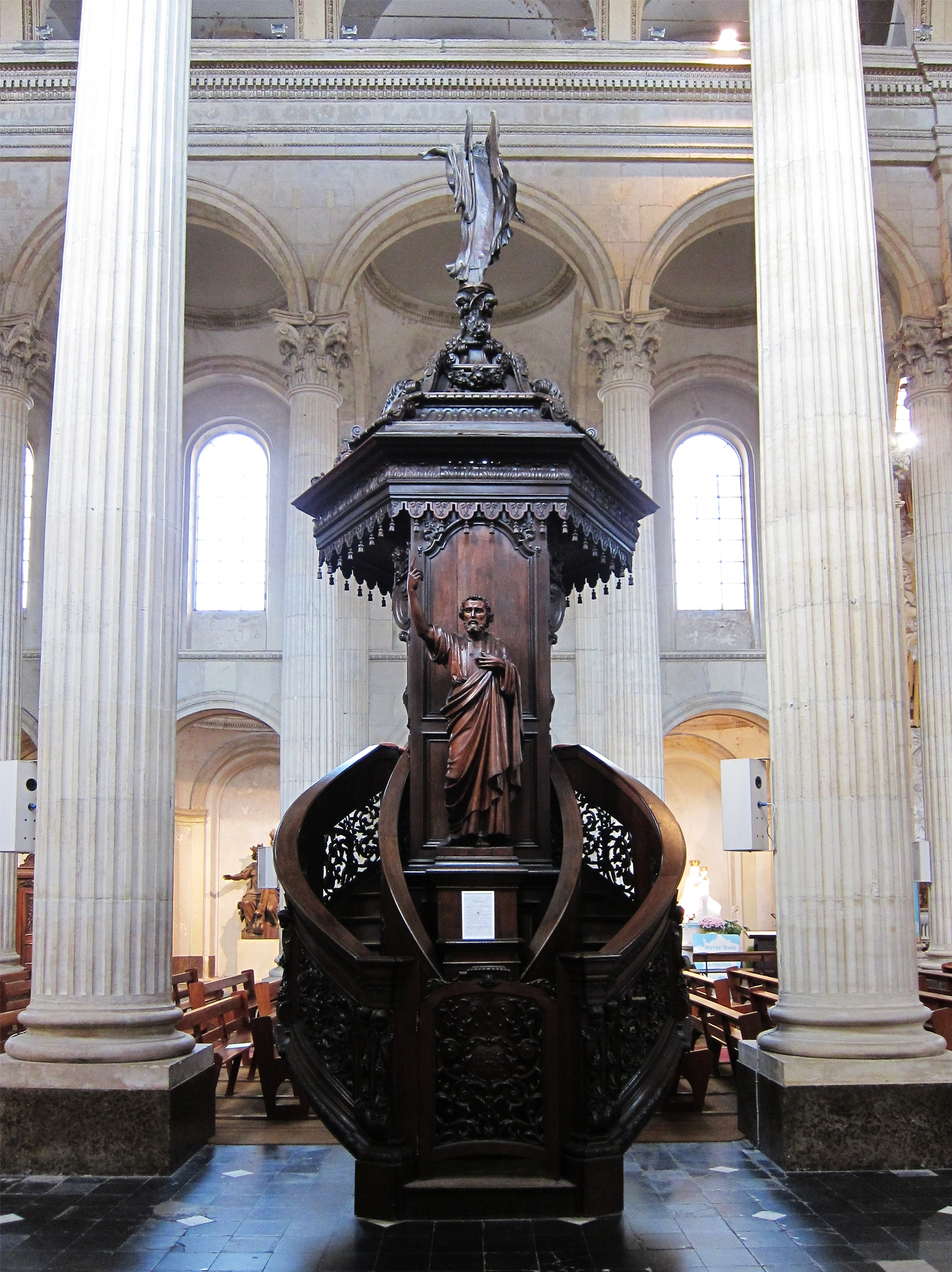
Púlpito de la catedral de Notre Dame de Boulogne-sur-Mer (fr).

Realizó numerosas decoraciones religiosas en los edificios de la metrópoli de Lille; también sobre las piedras del arquitecto neogótico liliota Charles Leroy.
En reconocimiento a su trabajo, fue nombrado caballero en la Orden de San Gregorio el Grande .
Su hijo , Edouard Buisine (1856-1935), se hizo cargo de los talleres Buisine que se asentaron al norte de París.

## Obras
En Lille
- Iglesia Sainte-Catherine de Lille (fr) : todas las decoraciones de estilo neogótico.
- Iglesia Saint-Maurice de Lille (fr) :órgano, altares, paneles, confesionarios.
- Iglesia Saint-Etienne de Lille (fr) :esculturas.
- Iglesia Saint-Michel de Lille (fr) :bancos, paneles, altares, pila bautismal, confesionarios, órgano.
- Iglesia Saint-André de Lille (fr) :confesionarios, bancos, paneles.

En la región de Norte-Paso de Calais (entre otros)
- Iglesia de la Inmaculada Concepción en Sars-et-Rosières: decoración.
- Iglesia Saint-Vaast de Bailleul: órgano.

Galería de imágenes

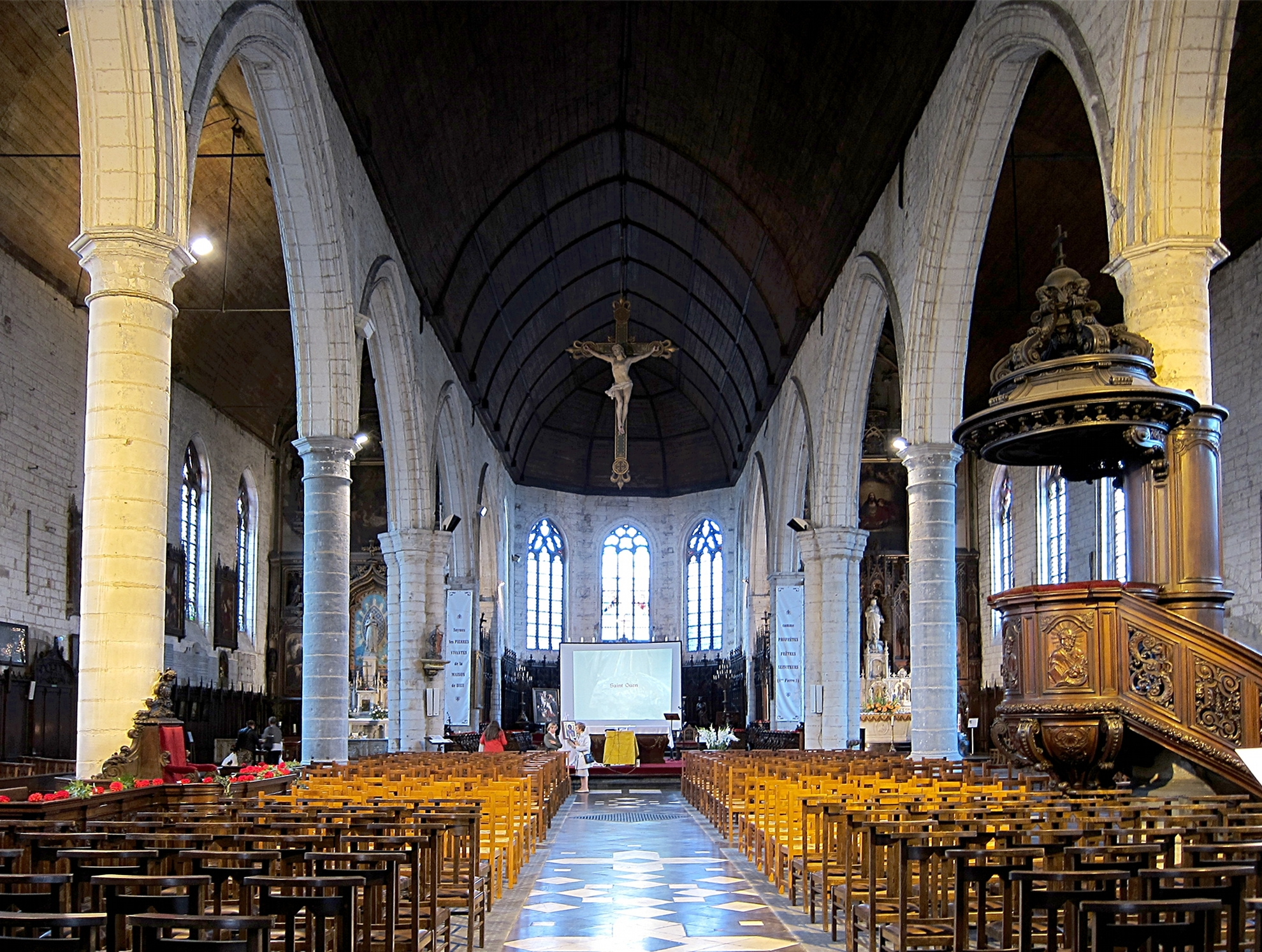
Interior de la Iglesia de Santa Caterina en Lille.
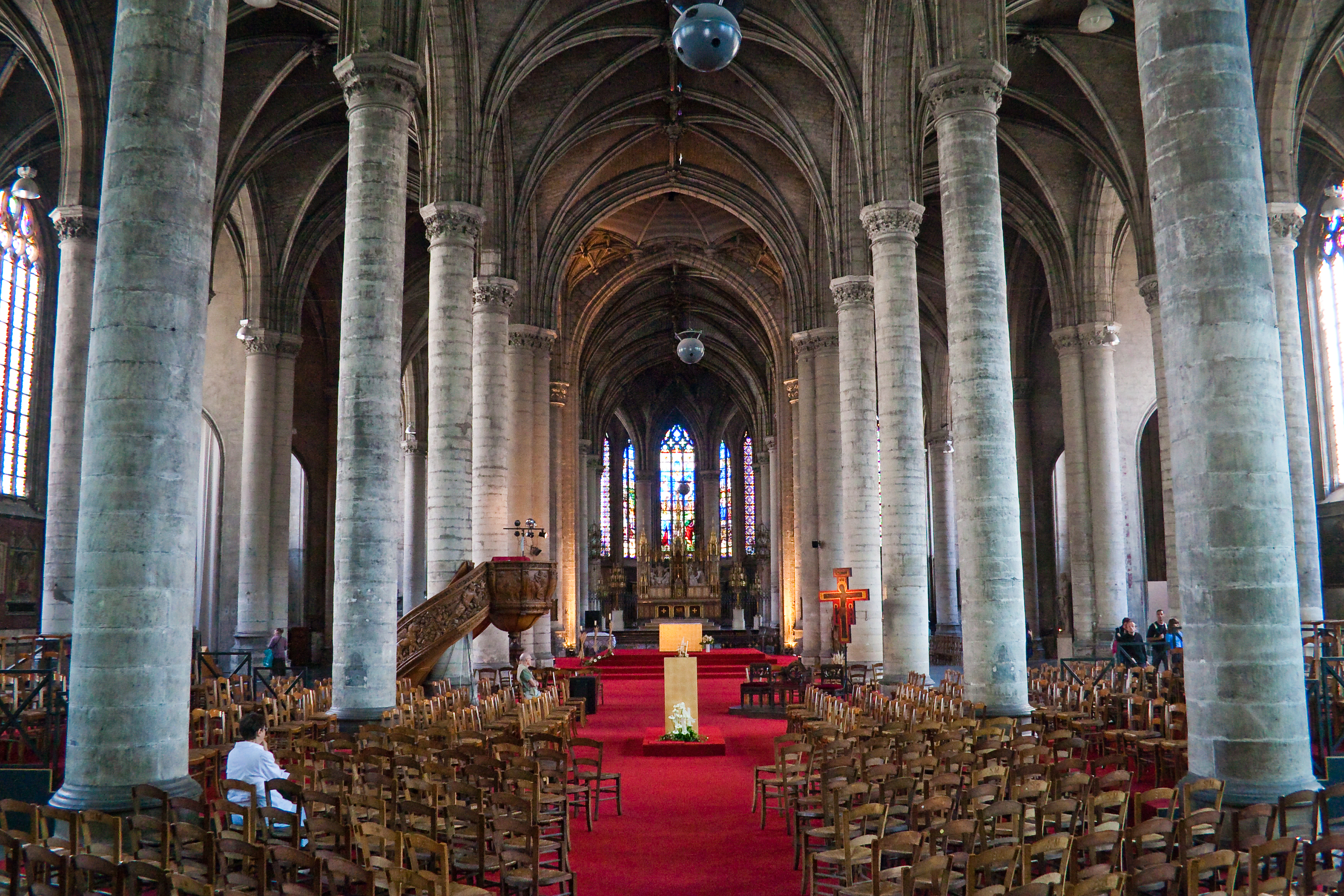
Interior de la Iglesia de San Mauricio en Lille.
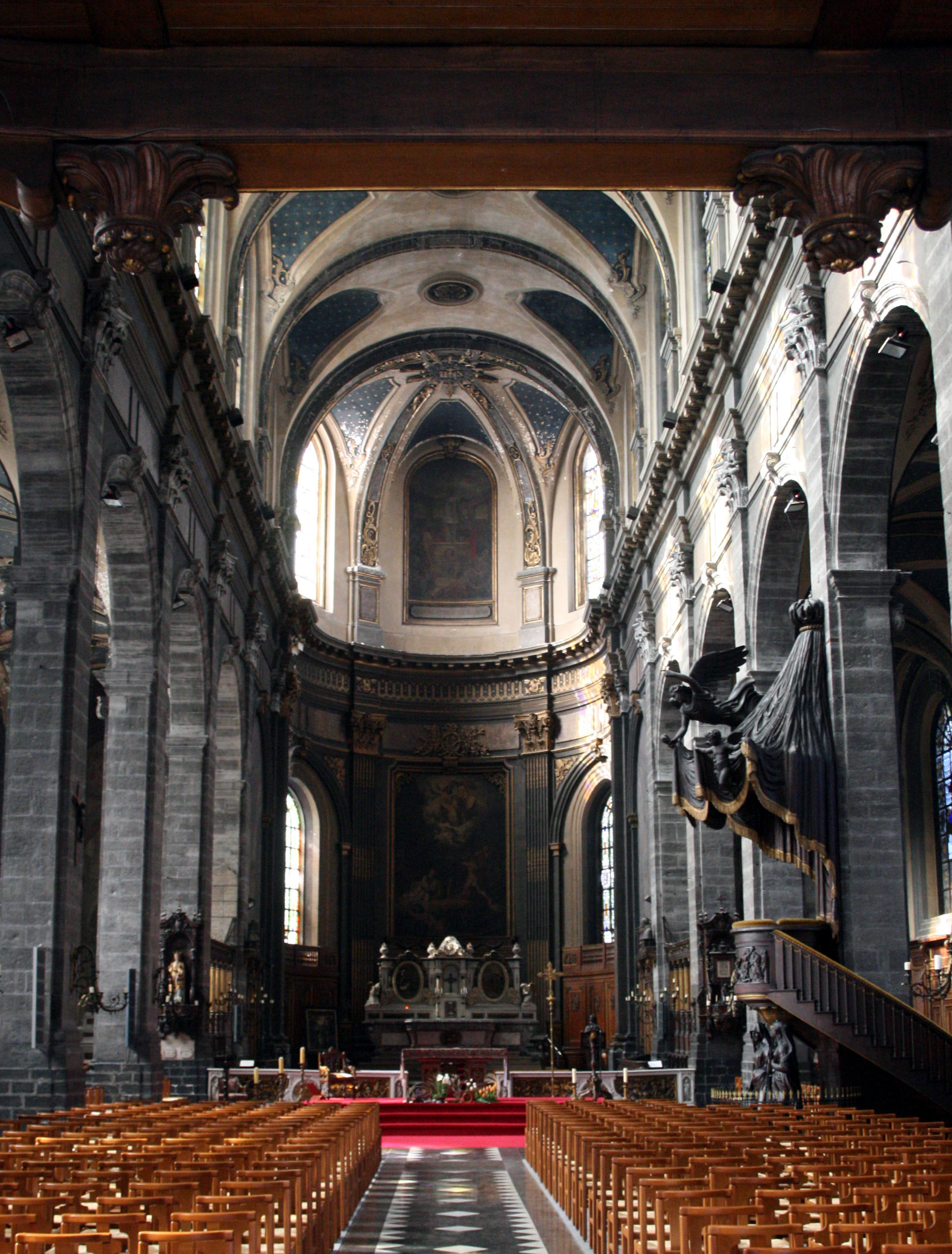
Interior de la Iglesia de San Etién en Lille. Con esculturas también de François Rude.

(pulsar sobre la imagen para ampliar) 
En Arequipa Perú

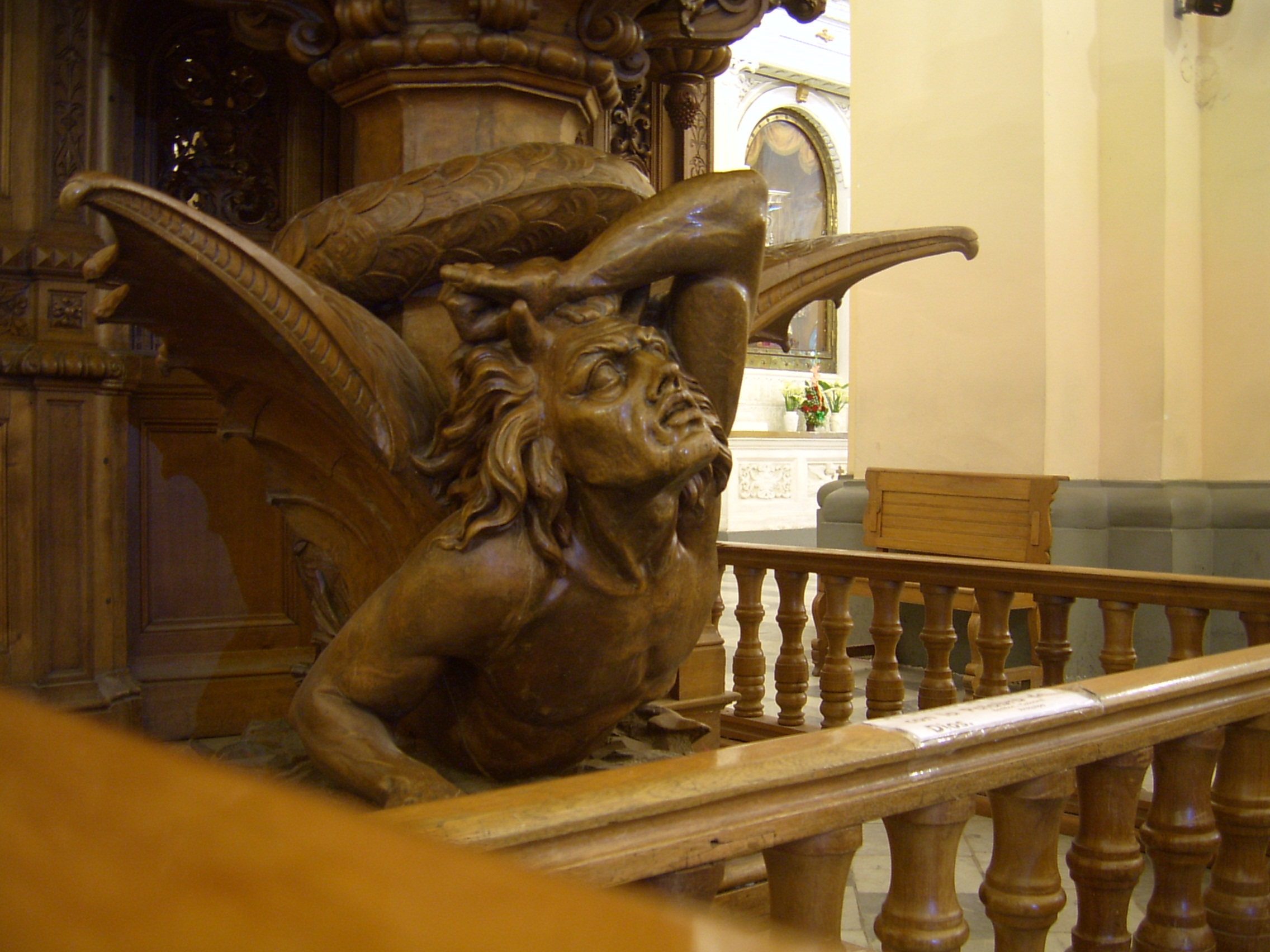
Diablo en la base del púlpito. Catedral de Arequipa.

- Catedral de Arequipa: el púlpito con una escultura del diablo en su base.[1]